# Sulaiman Sesay-Fullah
Sulaiman Sesay-Fullah (Freetown, 16 settembre 1991) è un ex calciatore sierraleonese, di ruolo attaccante.

## Carriera

### Club
Nato a Freetown, in Sierra Leone, nel 1991, inizia a giocare a calcio nelle giovanili del Freetown Utd, trasferendosi nel 2006, a 15 anni, in Italia, nell'Accademia Internazionale, affiliata all'Inter. Passa proprio ai nerazzurri l'anno successivo, prima negli Allievi e poi in Primavera. Nella prima metà della stagione 2009-2010 va in prestito all'Eupen, in Belgio, per poi venire acquisito dal Parma, giocando anche in questo caso nell'Under-19. Nella stagione 2011-2012 ottiene una presenza in Tweede klasse, seconda divisione belga con il Brussels, dove si era trasferito in prestito. Rimasto svincolato dai parmensi, va a giocare in Germania, al Backnang, per 4 mesi, prima di trasferirsi in Bulgaria, all'Etăr 1924, dove gioca 4 gare in Prima Lega, massima serie bulgara. Nel 2016 torna a giocare nelle serie minori tedesche con lo Sterkrade-Nord e poi Oberhausen e Roj Dortmund.

### Nazionale
Nel maggio 2014 gioca due gare con la nazionale sierraleonese nelle qualificazioni alla Coppa d'Africa 2015 in Guinea Equatoriale. Alla prima, il 18 maggio 2014 a Lobamba, in trasferta contro lo eSwatini, parte titolare, segnando il vantaggio dopo 1 minuto e venendo sostituito al 60', con la gara che termina poi 1-1.

## Statistiche

### Cronologia presenze e reti in nazionale
| Cronologia completa delle presenze e delle reti in nazionale ― Sierra Leone | Cronologia completa delle presenze e delle reti in nazionale ― Sierra Leone | Cronologia completa delle presenze e delle reti in nazionale ― Sierra Leone | Cronologia completa delle presenze e delle reti in nazionale ― Sierra Leone | Cronologia completa delle presenze e delle reti in nazionale ― Sierra Leone | Cronologia completa delle presenze e delle reti in nazionale ― Sierra Leone | Cronologia completa delle presenze e delle reti in nazionale ― Sierra Leone | Cronologia completa delle presenze e delle reti in nazionale ― Sierra Leone |
| Data                                                                        | Città                                                                       | In casa                                                                     | Risultato                                                                   | Ospiti                                                                      | Competizione                                                                | Reti                                                                        | Note                                                                        |
| --------------------------------------------------------------------------- | --------------------------------------------------------------------------- | --------------------------------------------------------------------------- | --------------------------------------------------------------------------- | --------------------------------------------------------------------------- | --------------------------------------------------------------------------- | --------------------------------------------------------------------------- | --------------------------------------------------------------------------- |
| 18-5-2014                                                                   | Lobamba                                                                     | eSwatini                                                                    | 1 – 1                                                                       | Sierra Leone                                                                | Qual. Coppa d'Africa 2015                                                   | 1                                                                           | 60’                                                                         |
| 31-5-2014                                                                   | Freetown                                                                    | Sierra Leone                                                                | 0 – 0                                                                       | eSwatini                                                                    | Qual. Coppa d'Africa 2015                                                   | -                                                                           | 13’- 51’- 63’                                                               |
| Totale                                                                      |                                                                             | Presenze                                                                    | 2                                                                           |                                                                             | Reti                                                                        | 1                                                                           |                                                                             |